# フラビア・ペンネッタ
フラビア・ペンネッタ（Flavia Pennetta, 1982年2月25日 - ）は、イタリア・ブリンディジ出身の女子プロテニス選手。イタリア人の女子テニス選手として、史上初の世界ランキングトップ10入りした選手である。彼女は2006年度の女子テニス国別対抗戦・フェドカップでイタリア・チームを初優勝に導いた代表選手の1人であり、4大大会でも2011年の全豪オープン女子ダブルス、2015年の全米オープン女子シングルス優勝がある。自己最高ランキングはシングルス6位、ダブルス1位。WTAツアーでシングルス11勝、ダブルス17勝を挙げた。身長172cm、体重58kg。右利き、バックハンド・ストロークは両手打ち。「ペネッタ」の表記揺れも多い。

## 来歴
父親の手ほどきで5歳からテニスを始め、2000年にプロ入り。2003年からフェドカップのイタリア代表選手になり、2004年8月にポーランド・ソポトの大会でツアー初優勝。2005年2月、コロンビア・ボゴタ大会とメキシコ・アカプルコ大会で2週連続優勝を果たす。この年から4大大会でも成績を伸ばし、全仏オープンでパティ・シュナイダーとの3回戦、ウィンブルドンでもマリー・ピエルスとの4回戦に進出した。全米オープンでは女子ダブルスでロシアのエレーナ・デメンチェワとペアを組んだが、決勝でリサ・レイモンド&サマンサ・ストーサー組に 2-6, 7-5, 3-6 で敗れて準優勝になっている。
2006年1月初頭にオーストラリア・ゴールドコーストで行われた「モンディアル・オーストラリア女子ハードコート選手権」準決勝で、この大会から現役復帰したマルチナ・ヒンギスを 1-6, 7-6, 6-2 で破った。しかし、決勝戦ではチェコのルーシー・サファロバに 3-6, 4-6 で敗れた。この大会も含めて、2006年度のペンネッタは（前年に2週連続優勝した）ボゴタとアカプルトの大会で2連覇を逃し、3大会で準優勝止まりに終わっている。この年は団体戦のフェドカップで活躍し、「ワールドグループ」（世界最上位8ヶ国による）準々決勝のフランス戦、準決勝のスペイン戦でイタリア・チームの勝利に貢献した。初進出のワールドグループ決勝は、ベルギーとの対決になる。ペンネッタはシングルス第2試合でジュスティーヌ・エナン＝アーデンに敗れたが、2勝2敗で迎えた最終第5試合のダブルス戦で、イタリアのフランチェスカ・スキアボーネ&ロベルタ・ビンチ組が、ベルギーペアの途中棄権により勝利を収め、イタリアはフェドカップで初優勝に輝いた。
2008年全仏オープンで、ペンネッタは3回戦でビーナス・ウィリアムズを 7-5, 6-3 のストレートで破り、同大会での自己最高成績を更新した。しかし、続く4回戦でスペインの予選勝者カルラ・スアレス・ナバロに 3-6, 2-6 で敗れる。全米オープンで、ペンネッタはついに4大大会初のベスト8入りを果たし、全仏オープン準優勝者のディナラ・サフィナ（ロシア）に 2-6, 3-6 で完敗した。
2009年8月17日付の女子テニス世界ランキングで、フラビア・ペンネッタは10位にランクされ、イタリア人女性として史上初の世界ランキングトップ10入りを果たした。（それまでは、シルビア・ファリナ・エリアとフランチェスカ・スキアボーネの「11位」がイタリア人女性のシングルス最高位であった。）その後、彼女は「第10シード」として全米オープンに出場し、2年連続のベスト8に入った。
2010年はヒセラ・ドゥルコ（アルゼンチン）とのペアでWTAツアー選手権などダブルス7勝を挙げた。11月のフェドカップではアメリカを相手にシングルスで2勝を挙げ、イタリアの2年連続優勝に貢献した。
2011年の全豪オープンではシングルス3回戦でシャハー・ピアーを 3-6, 7-6, 6-4 で破り全豪最高の4回戦に進出した。ダブルスではヒセラ・ドゥルコと組み決勝でビクトリア・アザレンカ&マリア・キリレンコ組に 2–6, 7–5, 6–1 で逆転勝ちして4大大会初のタイトルを獲得した。2月にはドゥルコと並んでダブルスランキング1位になった。全米オープンでは3回戦で第3シードのマリア・シャラポワを 6-3, 3-6, 6-4、4回戦で第13シードの彭帥を 6-4, 7-6(6) で破って2年ぶりのベスト8に進出した。準々決勝ではノーシードのアンゲリク・ケルバーに 4-6, 6-4, 3-6 で敗れた。

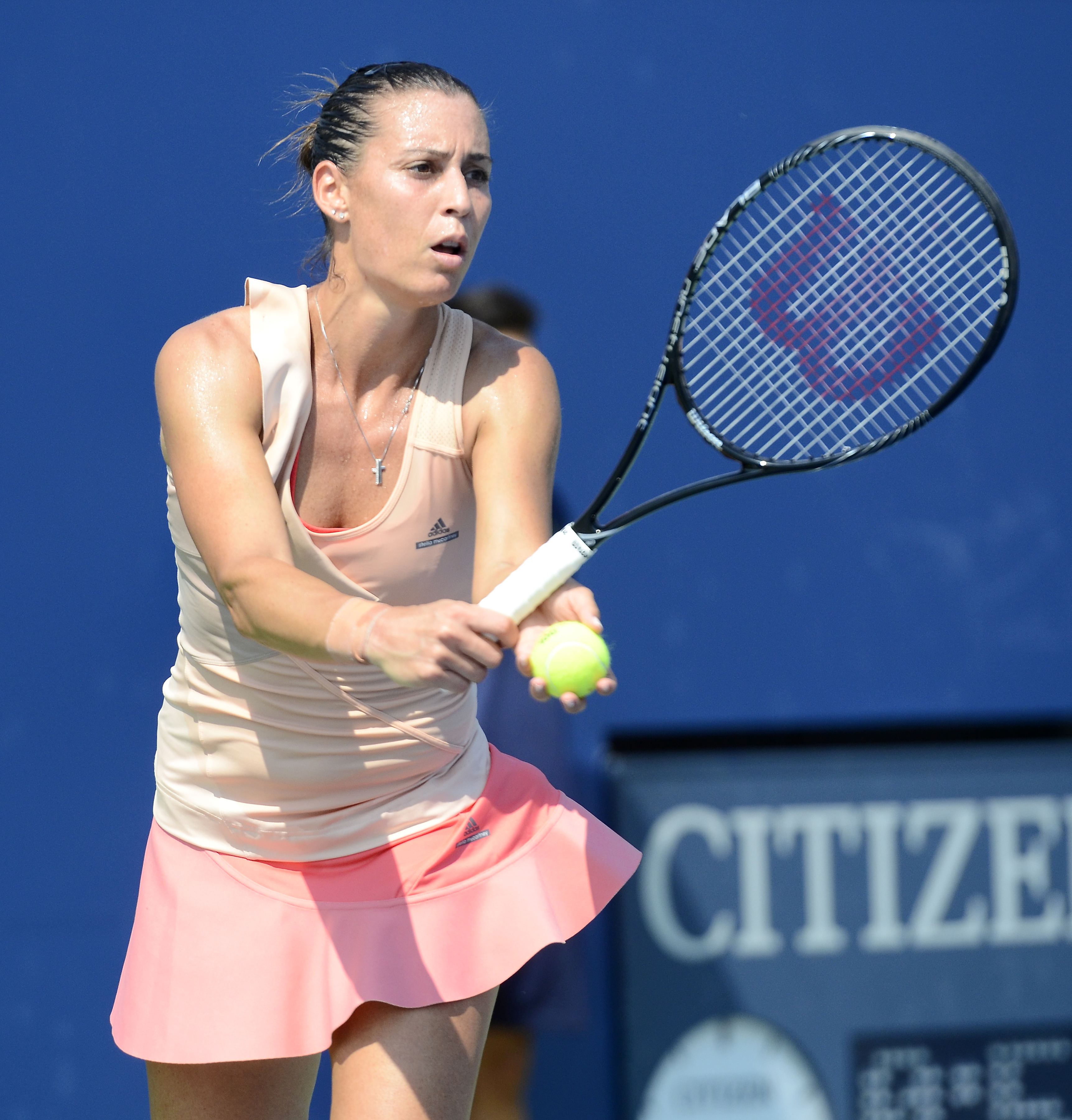
2014年全米オープン

2012年に右手首の手術を受け6ヵ月ツアーから遠ざかりランキングを落としたが、2013年全米オープンでは2回戦で第4シードのサラ・エラニ、3回戦で第28シードのスベトラーナ・クズネツォワ、4回戦で第21シードのシモナ・ハレプ、準々決勝で第10シードのロベルタ・ビンチを破り、4大大会で初めてベスト4に進出した。準決勝では第2シードのビクトリア・アザレンカに 4-6, 2-6 で敗れ決勝進出はならなかった。
2014年3月のBNPパリバ・オープンでは決勝でアグニエシュカ・ラドワンスカを 6–2, 6–1 で破りシングルス10勝目を挙げた。2014年全米オープンではマルチナ・ヒンギスと組み女子ダブルスの決勝に進出した。決勝ではエカテリーナ・マカロワ&エレーナ・ベスニナ組に 6–2, 3–6, 2–6 で敗れ準優勝となった。
2015年の全米オープンでは準々決勝で第5シードのペトラ・クビトバに4-6, 6-4, 6-2で勝利。準決勝で第2シードのシモナ・ハレプに6-1, 6-3で勝利し、シングルス初の決勝進出。イタリア人対決となった決勝ではロベルタ・ビンチに7-6(7-4), 6-2のをストレート勝ちで下してグランドスラム初優勝を果たす。33歳6ヶ月での全米オープンシングルス優勝は1968年のオープン化以後では最年長ともなった。試合終了後の表彰式のスピーチで「テニスにお別れを言いたい」と2015年限りでの現役引退を宣言した。
9月28日付の世界ランキングで自己最高の6位に浮上。初出場で現役最後の大会となったWTAファイナルズは、第1戦で第1シードのシモナ・ハレプに敗れ、第2戦で優勝したアグニエシュカ・ラドワンスカに勝利。第3戦は第3シードのマリア・シャラポワに敗れ、1勝2敗のグループレッド4位で敗退した。
ペンネッタは2016年6月に同じイタリアのテニス選手であるファビオ・フォニーニと結婚した。2017年に第1子の長男を出産している。

## WTAツアー決勝進出結果

### シングルス: 25回 (11勝14敗)
| 大会グレード          | 大会グレード                 |
| 2008年以前            | 2009年以後                   |
| --------------------- | ---------------------------- |
| グランドスラム (1–0)  |                              |
| WTAファイナルズ (0–0) |                              |
| ティア I (0–0)        | プレミア・マンダトリー (1-0) |
| ティア I (0–0)        | プレミア5 (0-0)              |
|                       | WTAチャンピオンズ (0–1)      |
| ティア II (0–2)       | プレミア (1–0)               |
| ティア III (6–5)      | インターナショナル (2–5)     |
| ティア IV ＆ V (0–1)  | インターナショナル (2–5)     |

| 結果   | No. | 決勝日         | 大会                 | サーフェス    | 対戦相手                       | スコア                 |
| ------ | --- | -------------- | -------------------- | ------------- | ------------------------------ | ---------------------- |
| 準優勝 | 1.  | 2004年3月4日   | アカプルコ           | クレー        | イベタ・ベネソバ               | 6–7(5), 4–6            |
| 準優勝 | 2.  | 2004年7月22日  | パレルモ             | クレー        | アナベル・メディナ・ガリゲス   | 4–6, 4–6               |
| 優勝   | 1.  | 2004年8月14日  | ソポト               | クレー        | クララ・クーカロバ             | 7–5, 3–6, 6–3          |
| 優勝   | 2.  | 2005年2月20日  | ボゴタ               | クレー        | ルルド・ドミンゲス・リノ       | 7–6, 6–4               |
| 優勝   | 3.  | 2005年2月27日  | アカプルコ           | クレー        | リュドミラ・ツェルバノーバ     | 3–6, 7–5, 6–3          |
| 準優勝 | 3.  | 2006年1月5日   | ゴールドコースト     | ハード        | ルーシー・サファロバ           | 3-6, 4-6               |
| 準優勝 | 4.  | 2006年2月23日  | ボゴタ               | クレー        | ルルド・ドミンゲス・リノ       | 6–7(3), 4–6            |
| 準優勝 | 5.  | 2006年3月2日   | アカプルコ           | クレー        | アンナ＝レナ・グローネフェルト | 1–6, 6–4, 2–6          |
| 準優勝 | 6.  | 2007年5月1日   | アカプルコ           | クレー        | エミリー・ロワ                 | 6–7(0), 4–6            |
| 優勝   | 4.  | 2007年10月14日 | バンコク             | ハード        | 詹詠然                         | 6–1, 6–3               |
| 優勝   | 5.  | 2008年2月17日  | ビニャ・デル・マール | クレー        | クララ・ザコパロバ             | 6–4, 5–4 途中棄権      |
| 優勝   | 6.  | 2008年3月1日   | アカプルコ           | クレー        | アリーゼ・コルネ               | 6–0, 4–6, 6–1          |
| 準優勝 | 7.  | 2008年7月24日  | ロサンゼルス         | ハード        | ディナラ・サフィナ             | 4–6, 2–6               |
| 準優勝 | 8.  | 2008年10月16日 | チューリッヒ         | ハード (室内) | ビーナス・ウィリアムズ         | 6–7(1), 2–6            |
| 準優勝 | 9.  | 2009年2月28日  | アカプルコ           | クレー        | ビーナス・ウィリアムズ         | 1–6, 2–6               |
| 優勝   | 7.  | 2009年7月19日  | パレルモ             | クレー        | サラ・エラニ                   | 6–1, 6–2               |
| 優勝   | 8.  | 2009年8月9日   | ロサンゼルス         | ハード        | サマンサ・ストーサー           | 6–4, 6–3               |
| 準優勝 | 10. | 2010年1月9日   | オークランド         | ハード        | ヤニナ・ウィックマイヤー       | 3–6, 2–6               |
| 優勝   | 9.  | 2010年4月11日  | マルベーリャ         | クレー        | カルラ・スアレス・ナバロ       | 6–2, 4–6, 6–3          |
| 準優勝 | 11. | 2010年7月18日  | パレルモ             | クレー        | カイア・カネピ                 | 4–6, 3–6               |
| 準優勝 | 12. | 2012年1月8日   | オークランド         | ハード        | 鄭潔                           | 6–2, 3–6, 0–6 途中棄権 |
| 準優勝 | 13. | 2012年3月3日   | アカプルコ           | クレー        | サラ・エラニ                   | 7–5, 6–7(2), 0–6       |
| 優勝   | 10. | 2014年3月16日  | インディアンウェルズ | ハード        | アグニエシュカ・ラドワンスカ   | 6–2, 6–1               |
| 準優勝 | 14. | 2014年11月2日  | ソフィア             | ハード (室内) | アンドレア・ペトコビッチ       | 6–1, 4–6, 3-6          |
| 優勝   | 11. | 2015年9月12日  | 全米オープン         | ハード        | ロベルタ・ビンチ               | 7–6(4), 6–2            |

### ダブルス: 34回 (17勝17敗)
| 大会グレード          | 大会グレード                 |
| 2008年以前            | 2009年以後                   |
| --------------------- | ---------------------------- |
| グランドスラム (1–2)  |                              |
| WTAファイナルズ (1–0) |                              |
| ティア I (0–2)        | プレミア・マンダトリー (1-3) |
| ティア I (0–2)        | プレミア5 (3-1)              |
| ティア II (1–0)       | プレミア (3-2)               |
| ティア III (1–1)      | インターナショナル (5–5)     |
| ティア IV ＆ V (1–1)  | インターナショナル (5–5)     |

| 結果   | No. | 決勝日         | 大会               | サーフェス    | パートナー                   | 対戦相手                                                            | スコア               |
| ------ | --- | -------------- | ------------------ | ------------- | ---------------------------- | ------------------------------------------------------------------- | -------------------- |
| 優勝   | 1.  | 2005年8月17日  | ロサンゼルス       | ハード        | エレーナ・デメンチェワ       | アンジェラ・ヘインズ ベサニー・マテック                             | 6–2, 6–4             |
| 準優勝 | 1.  | 2005年9月10日  | 全米オープン       | ハード        | エレーナ・デメンチェワ       | リサ・レイモンド サマンサ・ストーサー                               | 2–6, 7–5, 3–6        |
| 優勝   | 2.  | 2006年2月26日  | ボゴタ             | クレー        | ヒセラ・ドゥルコ             | アグネシュ・サバイ ジャスミン・ヴェール                             | 7–6(1), 6–1          |
| 準優勝 | 2.  | 2006年5月14日  | ベルリン           | クレー        | エレーナ・デメンチェワ       | 晏紫 鄭潔                                                           | 2–6, 3–6             |
| 準優勝 | 3.  | 2007年2月22日  | ボゴタ             | クレー        | ロベルタ・ビンチ             | ルルド・ドミンゲス・リノ パオラ・スアレス                           | 6–1, 3–6, [9–11]     |
| 準優勝 | 4.  | 2007年6月14日  | バルセロナ         | クレー        | ルルド・ドミンゲス・リノ     | アランチャ・パラ・サントンハ ヌリア・リャゴステラ・ビベス           | 6–7(3), 6–1, [10–12] |
| 優勝   | 3.  | 2008年4月19日  | エストリル         | クレー        | マリア・キリレンコ           | メルバナ・ユギッチ＝サルキッチ イペク・セノグル                     | 6–4, 6–4             |
| 準優勝 | 5.  | 2008年7月31日  | モントリオール     | ハード        | マリア・キリレンコ           | カーラ・ブラック リーゼル・フーバー                                 | 1–6, 1–6             |
| 優勝   | 4.  | 2009年1月16日  | ホバート           | ハード        | ヒセラ・ドゥルコ             | アリョーナ・ボンダレンコ カテリナ・ボンダレンコ                     | 6–2, 7–6(4)          |
| 準優勝 | 6.  | 2009年2月22日  | ボゴタ             | クレー        | ヒセラ・ドゥルコ             | ヌリア・リャゴステラ・ビベス マリア・ホセ・マルティネス・サンチェス | 5–7, 6–3, [7–10]     |
| 準優勝 | 7.  | 2009年5月3日   | シュトゥットガルト | クレー        | ヒセラ・ドゥルコ             | ベサニー・マテック＝サンズ ナディア・ペトロワ                       | 7–5, 3–6, [7–10]     |
| 優勝   | 5.  | 2009年6月9日   | スヘルトーヘンボス | 芝            | サラ・エラニ                 | ミハエラ・クライチェク ヤニナ・ウィックマイヤー                     | 6–4, 5–7, [13–11]    |
| 優勝   | 6.  | 2009年7月11日  | ボースタード       | クレー        | ヒセラ・ドゥルコ             | ヌリア・リャゴステラ・ビベス マリア・ホセ・マルティネス・サンチェス | 6–2, 0–6, [10–5]     |
| 優勝   | 7.  | 2010年4月4日   | マイアミ           | ハード        | ヒセラ・ドゥルコ             | ナディア・ペトロワ サマンサ・ストーサー                             | 6–3, 4–6, [10–7]     |
| 優勝   | 8.  | 2010年5月2日   | シュトゥットガルト | クレー        | ヒセラ・ドゥルコ             | クベタ・ペシュケ カタリナ・スレボトニク                             | 3–6, 7–6(3), [10–5]  |
| 優勝   | 9.  | 2010年5月8日   | ローマ             | クレー        | ヒセラ・ドゥルコ             | ヌリア・リャゴステラ・ビベス マリア・ホセ・マルティネス・サンチェス | 6–4, 6–2             |
| 準優勝 | 8.  | 2010年5月15日  | マドリード         | クレー        | ヒセラ・ドゥルコ             | セリーナ・ウィリアムズ ビーナス・ウィリアムズ                       | 2–6, 5–7             |
| 優勝   | 10. | 2010年7月10日  | ボースタード       | クレー        | ヒセラ・ドゥルコ             | レナタ・ボラコバ バルボラ・ザフラボバ・ストリコバ                   | 7–6(0), 6–0          |
| 優勝   | 11. | 2010年8月23日  | モントリオール     | ハード        | ヒセラ・ドゥルコ             | クベタ・ペシュケ カタリナ・スレボトニク                             | 7–5, 3–6, [12–10]    |
| 準優勝 | 9.  | 2010年10月9日  | 北京               | ハード        | ヒセラ・ドゥルコ             | 荘佳容 オリガ・ゴボツォワ                                           | 6–7(2), 6–1, [7–10]  |
| 優勝   | 12. | 2010年10月23日 | モスクワ           | ハード        | ヒセラ・ドゥルコ             | サラ・エラニ マリア・ホセ・マルティネス・サンチェス                 | 6–3, 2–6, [10–6]     |
| 優勝   | 13. | 2010年10月31日 | ドーハ             | ハード        | ヒセラ・ドゥルコ             | クベタ・ペシュケ カタリナ・スレボトニク                             | 7–5, 6–4             |
| 優勝   | 14. | 2011年1月28日  | 全豪オープン       | ハード        | ヒセラ・ドゥルコ             | ビクトリア・アザレンカ マリア・キリレンコ                           | 2–6, 7–5, 6–1        |
| 準優勝 | 10. | 2011年6月18日  | スヘルトーヘンボス | 芝            | ドミニカ・チブルコバ         | バルボラ・ザフラボバ・ストリコバ クララ・ザコパロバ                 | 6–1, 4–6, [7–10]     |
| 準優勝 | 11. | 2011年10月1日  | 東京               | ハード        | ヒセラ・ドゥルコ             | リーゼル・フーバー リサ・レイモンド                                 | 6–7(4), 6–0, [6–10]  |
| 準優勝 | 12. | 2011年10月8日  | 北京               | ハード        | ヒセラ・ドゥルコ             | クベタ・ペシュケ カタリナ・スレボトニク                             | 3–6, 4–6             |
| 準優勝 | 13. | 2012年1月7日   | オークランド       | ハード        | ユリア・ゲルゲス             | アンドレア・フラバーチコバ ルーシー・ハラデツカ                     | 7–6(2), 2–6, [7–10]  |
| 準優勝 | 14. | 2012年4月15日  | バルセロナ         | クレー        | フランチェスカ・スキアボーネ | サラ・エラニ ロベルタ・ビンチ                                       | 0-6, 2-6             |
| 準優勝 | 15. | 2013年7月21日  | ボースタード       | クレー        | アレクサンドラ・ドゥルゲル   | アナベル・メディナ・ガリゲス クララ・ザコパロバ                     | 1–6, 4–6             |
| 優勝   | 15. | 2013年10月13日 | 大阪               | ハード        | クリスティナ・ムラデノビッチ | サマンサ・ストーサー 張帥                                           | 6-4, 6-3             |
| 準優勝 | 16. | 2014年6月21日  | イーストボーン     | 芝            | マルチナ・ヒンギス           | 詹詠然 詹皓晴                                                       | 3-6, 7-5, [7-10]     |
| 準優勝 | 17. | 2014年9月8日   | 全米オープン       | ハード        | マルチナ・ヒンギス           | エカテリーナ・マカロワ エレーナ・ベスニナ                           | 6–2, 3–6, 2–6        |
| 優勝   | 16. | 2014年9月27日  | 武漢               | ハード        | マルチナ・ヒンギス           | カーラ・ブラック キャロリン・ガルシア                               | 6–4, 5–7, [12–10]    |
| 優勝   | 17. | 2014年10月18日 | モスクワ           | ハード (室内) | マルチナ・ヒンギス           | キャロリン・ガルシア アランチャ・パラ・サントンハ                   | 6–3, 7–5             |

## 4大大会優勝
- 全豪オープン 女子ダブルス：1勝（2011年） ［女子シングルス準優勝1度：2010年］
- 全米オープン 女子シングルス：1勝（2015年） ［女子ダブルス準優勝2度：2005年・2014年］

| 年     | 大会         | 対戦相手         | 試合結果 |
| ------ | ------------ | ---------------- | -------- |
| 2015年 | 全米オープン | ロベルタ・ビンチ | 7–6, 6–2 |

## 4大大会シングルス成績
略語の説明
| W | F | SF | QF | #R | RR | Q# | LQ | A | Z# | PO | G | S | B | NMS | P | NH |

W=優勝, F=準優勝, SF=ベスト4, QF=ベスト8, #R=#回戦敗退, RR=ラウンドロビン敗退, Q#=予選#回戦敗退, LQ=予選敗退, A=大会不参加, Z#=デビスカップ/BJKカップ地域ゾーン, PO=デビスカップ/BJKカッププレーオフ, G=オリンピック金メダル, S=オリンピック銀メダル, B=オリンピック銅メダル, NMS=マスターズシリーズから降格, P=開催延期, NH=開催なし.
| 大会           | 2002 | 2003 | 2004 | 2005 | 2006 | 2007 | 2008 | 2009 | 2010 | 2011 | 2012 | 2013 | 2014 | 2015 | 通算成績 |
| -------------- | ---- | ---- | ---- | ---- | ---- | ---- | ---- | ---- | ---- | ---- | ---- | ---- | ---- | ---- | -------- |
| 全豪オープン   | A    | 1R   | 1R   | 1R   | 3R   | 1R   | 2R   | 3R   | 2R   | 4R   | 1R   | A    | QF   | 1R   | 13–12    |
| 全仏オープン   | A    | 3R   | 1R   | 3R   | 3R   | 1R   | 4R   | 1R   | 4R   | 1R   | 3R   | 1R   | 2R   | 4R   | 18–13    |
| ウィンブルドン | LQ   | 2R   | 1R   | 4R   | 4R   | 1R   | 2R   | 3R   | 3R   | 3R   | 1R   | 4R   | 2R   | 1R   | 17–13    |
| 全米オープン   | LQ   | 1R   | 1R   | 1R   | A    | 2R   | QF   | QF   | 3R   | QF   | A    | SF   | QF   | W    | 31–10    |

※: 2013年ウィンブルドン2回戦の不戦勝は通算成績に含まない